# Hajnácska
A Hajnácska magyar eredetű női név, mely a Mátrában található Hajnács-kő hegy nevéből származik. A név előtagja ótörök eredetű lehet, jelentése: kacér nő.

## Rokon nevek
Ajnácska

## Gyakorisága
Az 1990-es években szórványos név, a 2000-es években nem szerepel a 100 leggyakoribb női név között.

## Névnapok
- április 25.[2]
- november 15.[2]